# 突吻弧犁头鳐
突吻弧犁頭鰩（學名：Acroteriobatus annulatus），又稱突吻犁頭鰩、突吻琵琶鱝，為軟骨魚綱犁頭鰩目犁頭鰩科弧犁頭鰩屬的其中一種，被IUCN列為易危保育類動物，分布於東南大西洋那米比亞到南非納塔爾中部海域，深度75公尺，本魚體延長而平扁，吻寬短而呈三角形，眼橢圓形，瞬膜不發達，噴水孔較小型，前鼻瓣呈「人」字形突出，齒細小而多，舖石狀排列，口裂橫向，唇褶發達，鰓裂小，在胸鰭基部內側，背鰭兩個，位於尾部，第一背鰭在腹鰭基底後方，尾鰭短小，上葉較大，下葉突出，後部無缺刻，背面呈棕褐色至深棕色，背面為白色，體長可達140公分，棲息於河口及沿海淺水海域，為底棲性魚類，肉食性，以甲殼類、多毛類、貝類、硬骨魚為食，卵胎生，生活習性不明，可作為食用魚、觀賞魚及遊釣魚。